# Napirisha

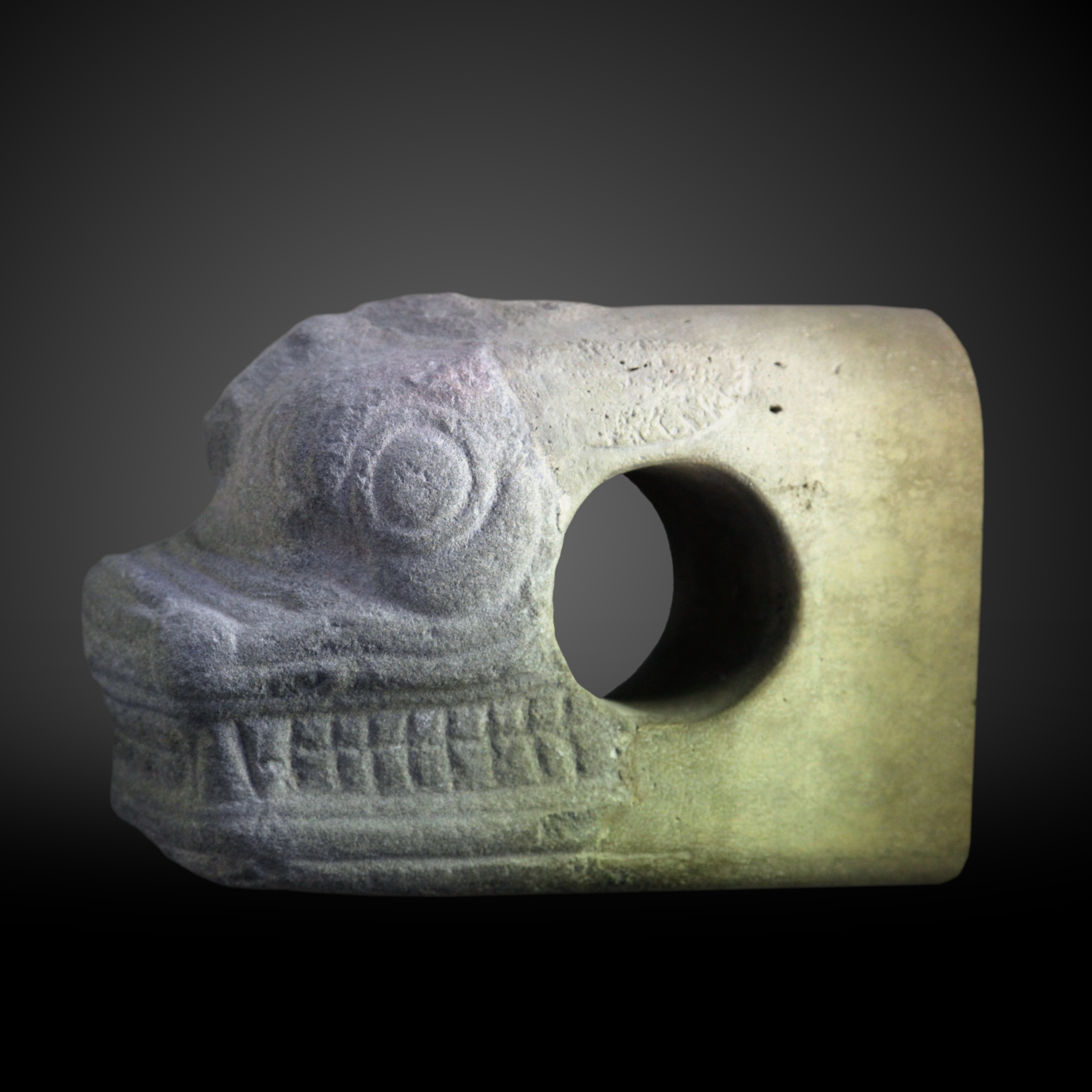
Gâche de porte représentant un serpent, animal associé à Napirisha,, trouvé à Suse sur le Tell de l'Acropole, musée du Louvre.

Napirisha est une divinité élamite originaire de la région d'Anshan, dieu principal de ce royaume au moins à partir de la fin du IIIe millénaire av. J.-C.. Son nom signifie en élamite « le grand (-ša) dieu (napir) » et s'écrit dans les textes cunéiformes avec l'idéogramme GAL (qui signifie « grand » en sumérien), qui a mis du temps à être interprété de manière correcte.
Napirisha est représenté comme une divinité anthropomorphe, souvent associé à la figure d'un serpent symbolisant les eaux primordiales. Il est ainsi identifié au dieu mésopotamien Enki/Ea, dieu des eaux primordiales de l'Abîme. En Élam même, il se rapproche de la figure de Humban, le grand dieu de la région d'Awan auquel il se substitue en devenant la divinité tutélaire des rois élamites vers 2000 av. J.-C.
Dans le pays d'Anshan, il ne dispose pas de grand temple. Napirisha est sans doute la divinité vénérée dans certains grands sanctuaires rupestres à ciel ouvert, comme celui de Kurangûn, où il est sans doute la divinité principale représentée sur les bas-reliefs, accompagné de sa parèdre (Kiririsha ?) et d'autres dieux, délivrant les eaux-de-vie. Un grand temple dédié à Napirisha se trouve dans la ville de Dur-Untash (Choga-Zambil), en Susiane, qu'il partage avec le dieu local, Inshushinak. Ce temple est adossé à une grande ziggurat.